# Danh sách quốc gia không có sông
Đây là danh sách các quốc gia không có sông.

## Nhà nước chủ quyền
- Bahrain[1]
- Comoros[2]
- Kiribati[3]
- Kuwait
- Maldives[4]
- Malta
- Quần đảo Marshall[5]
- Monaco
- Nauru[6]
- Oman
- Qatar (Xem Danh sách các sông ở Qatar)
- Ả Rập Xê Út[7]
- Tonga
- Tuvalu[8]
- UAE (Xem Danh sách sông ở Các Tiểu vương quốc Ả Rập Thống nhất)
- Vatican City
- Yemen (Xem Danh sách các sông ở Yemen)

## Vùng lãnh thổ độc lập
- Anguilla[9]
- Bermuda[10]
- Lãnh thổ Ấn Độ Dương thuộc Anh
- Đảo Giáng Sinh
- Quần đảo Cocos (Keeling)
- Đảo Phục Sinh
- Gibraltar[11]
- Niue
- Đảo Norfolk
- Quần đảo Pitcairn[12]
- Saint-Barthélemy
- Saint-Martin
- Tokelau
- Wallis và Futuna

## Liên kết khác
- GEOnet Names Server Lưu trữ ngày 10 tháng 4 năm 2020 tại Wayback Machine